# Jan Van Houtte

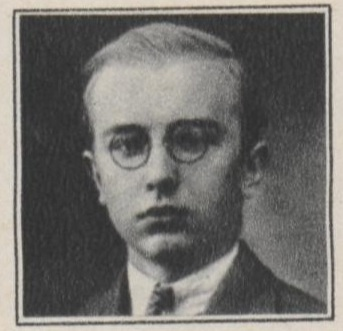
Jan Van Houtte, ca. 1932

Jan Arthur Van Houtte (Brugge, 10 maart 1913 - Leuven, 20 december 2002) was een Belgisch historicus en hoogleraar.

## Levensloop
Jan Van Houtte (hij ondertekende zijn publicaties steeds als Jan A. Van Houtte, om zich te onderscheiden van naamgenoten of bijna-naamgenoten) volbracht de humaniora aan het Sint-Lodewijkscollege in Brugge, waar zijn belangstelling voor de geschiedenis werd aangewakkerd door zijn poësisleraar Antoon Viaene.
In 1934 studeerde hij af als licentiaat geschiedenis aan de Katholieke Universiteit Leuven (KU Leuven). Hij gaf al in 1935 les in de Hogere Handelsschool, verbonden aan de KU Leuven. In 1936 promoveerde hij tot doctor in de geschiedenis met een thesis over de Brugse waarden en makelaars in de late middeleeuwen. Hetzelfde jaar kreeg hij zijn eerste leeropdracht als lector in de faculteit wijsbegeerte en letteren en was hiermee de jongste lesgever aan de universiteit. Hij bevorderde in 1939 tot docent en in 1942 tot gewoon hoogleraar. Hij bleef dit tot aan zijn emeritaat in 1977.
Hij was getrouwd met Annie Van Herck en ze hadden zes kinderen.

## Historisch onderzoek
Het onderzoek - en de eruit voortvloeiende publicaties - van Jan Van Houtte strekte zich vooral uit over de geschiedenis van de Lage Landen, van de late middeleeuwen naar de nieuwe tijd. Hij richtte hierbij onder meer de focus op de twee elkaar opvolgende steden als centra van de wereldhandel, Brugge en Antwerpen.
Van Houtte werd een gezagvol historicus door de kunde waarmee hij lokale geschiedenis kon plaatsen in een breder, Nederlands en West-Europees kader en hierbij een grote gave van synthese aan de dag legde. Hij schrok hierbij niet terug voor breed uitgewerkte syntheses, zowel in zijn eigen publicaties als in encyclopedische werken, zoals de Algemene Geschiedenis der Nederlanden, waarvan hij samen met Hans Van Werveke de Zuid-Nederlandse redactie op zich nam.
W. P. Blockmans beschreef het als volgt: "De belangrijkste verdienste van Van Houttes publicaties schuilt ongetwijfeld in hun synthetische kracht, waarbij hij er dankzij een indrukwekkende belezenheid en feitenkennis uitstekend in slaagde op een breed terrein de meest recente onderzoeksresultaten in een coherent beeld te verwerken."

## Van Houtte als docent
Door zijn veertig jaar lange onderwijsactiviteit heeft Van Houtte aan de Katholieke Universiteit Leuven zijn stempel gedrukt op de opleiding van historici en van talloze studenten in aanverwante disciplines. Tot in 1959 doceerde hij in het Frans en het Nederlands, nadien nog enkel in het Nederlands.
In de loop van de jaren doceerde hij een breed en divers aantal vakken, waar onder meer toe behoorden: de algemene inleidende cursussen Geschiedenis van de Middeleeuwen, van de Nieuwe Tijden en van de Nederlanden. Hij verstrekte aldus onderwijs aan duizenden studenten, begeleidde honderden afstudeerverhandelingen en vormde een echte 'school' van discipels.
Hij trad met gezag op binnen en buiten de universiteit en manifesteerde zich als een krachtig pleitbezorger van het vak geschiedenis, voor het brede publiek, voor diverse academische disciplines en voor het middelbaar onderwijs. Als het om de opleiding geschiedenis ging, was hij in de discussies altijd prominent aanwezig. Niets belangrijks - zoals de programmahervorming in de jaren negentien zestig - gebeurde zonder zijn inbreng en instemming.

## Van Houtte en de Nederlanden
Jan Van Houtte nam heel wat initiatieven om de geschiedenis in een breder kader te benaderen. Het kwam goed uit dat de economische geschiedenis van de Lage Landen zeer nauwe banden vertoonde tussen noord en zuid. Hij deed dan ook heel wat inspanningen om de Belgische historici, meer in het bijzonder de Nederlandssprekenden, en de Nederlandse historici samen te brengen. Die initiatieven hadden vooral als kader:
- de organisatie van de jaarlijkse Nederlands-Vlaamse historische congressen;
- de redactie van het reeds vernoemde twaalfdelige standaardwerk Algemene Geschiedenis der Nederlanden dat verscheen van 1949 tot 1958;
- het redacteurschap sinds 1961 van Bijdragen voor de Geschiedenis der Nederlanden, het Nederlands-Vlaamse tijdschrift;
- het redacteurschap van het populairwetenschappelijk historische tijdschrift Spiegel Historiael.

## Van Houtte en Brugge
Van Houtte bleef verknocht aan zijn geboortestad. Dit kwam onder meer tot uiting in zijn publicaties, waarbij hij het tijdperk van Brugge als wereldstad als zijn voorwerp van onderzoek had genomen.
Hij besloot zijn publicaties over Brugge met het omvangrijke boek De geschiedenis van Brugge in 1982. In de jaren negentien zeventig had men in Brugge de mening gevormd dat aan het standaardwerk van Adolphe Duclos, Bruges, histoire et souvenirs uit 1910 een vervolg moest komen, dat zou rekening houden met de vooruitgang van de wetenschap en van de geschiedvorsing. De stad Brugge gaf aan Van Houtte de opdracht dit werk te schrijven.
Het werd een standaardwerk, daar waar het de periodes betrof die hij goed kende. Voor de meer recente geschiedenis (18de tot 20ste eeuw) baseerde hij zich op wat al aan publicaties bestond en deed hierover geen noemenswaardig eigen onderzoek. Dit deel bleef dan ook eerder zwak en daar was hij zich zelf van bewust. Indien er "De geschiedenis" in de titel stond, dan was dit op initiatief van zijn uitgever, daar waar hij die 'De' niet zelf zou geplaatst hebben.

## Andere activiteiten
- Van Houtte werd lid van de Koninklijke Vlaamse Academie van België voor Wetenschappen en Kunsten en werd er voorzitter.

Hij was verder:
- buitenlands lid van de Koninklijke Nederlandse Akademie van Wetenschappen,
- corresponderend lid van de British Academy,
- corresponderend lid van de Royal Historical Society,
- erelid van het Nederlands Historisch Genootschap,
- erelid van de Economic History Society,
- Overseas Fellow Churchill College Cambridge,
- lid van de Archiefcommissie van de stad Brugge,
- bestuurder van het Nationaal Fonds voor Wetenschappelijk Onderzoek,
- voorzitter van de Raad van Bestuur van de Academia Belgica in Rome.

Onmiddellijk na zijn emeritaat en tot in 1983 werd Van Houtte directeur van de Academia Belgica in Rome.
Van 1984 tot 1987 was hij voorzitter van het wetenschappelijk comité van het internationaal instituut voor economische geschiedenis Francesco Datini in Prato.

## Publicaties
- De historische wording van de hedendaagse wereldeconomie, 1938, met heruitgave in 1942 onder de titel Van ruilverkeer tot wereldhandel. Economische wereldgeschiedenis en in 1945 Franse uitgave: Du troc au commerce mondial.
- Ambernijverheid en paternostermakers te Brugge gedurende de XIVde en XVde eeuw, in: Handelingen van het Genootschap voor geschiedenis te Brugge, Brugge, 1939.
- Schets van een economische geschiedenis van België, 1943.
- Geopolitiek. Inleiding tot de geografische factoren van geschiedenis en politiek, 1945, met Franse uitgave: Géopolitique. Introduction aux facteurs géographiques de l'histoire et de la politique, 1945.
- Cultuurgetijden. Handboeken geschiedenis voor het middelbaar onderwijs, 1958-1964, 7 delen.
- Het avontuur der mensheid. Handboek geschiedenis voor het middelbaar onderwijs, 5 delen, 1960-1963.
- Economische en sociale geschiedenis van de Lage Landen, 1964.
- Bruges, essai d'histoire urbaine, 1967 en Brugge vroeger en Nu, 1969.
- Un quart de siècle de recherche historique en Belgique, 1970.
- An introduction to the Sources of European Economic History 1500-1800, 1977.
- An economic history of the Low Countries 800-1800, 1977.
- Economische geschiedenis van de Lage Landen, 1979.
- De geschiedenis van Brugge, 1982.
- Het Verleden van Europa. Twintig eeuwen sociaal-economische geschiedenis, 1992.